# Alekséi Mordashov
Alekséi  Aleksándrovich Mordashov (en ruso: Алексей Александрович Мордашов; Cherepovéts, 26 de septiembre de 1965) es un empresario y milmillonario ruso. Es el principal accionista y presidente de Severstal, la mayor empresa siderúrgica y minera de Rusia.
En marzo de 2022, el Bloomberg Billionaires Index estimó el patrimonio neto personal de Mordashov en 21300 millones de dólares, lo que le convierte en la segunda persona más rica de Rusia. En la clasificación de Forbes, que tiene en cuenta los activos de toda la familia, Mordashov ocupa el primer lugar entre los multimillonarios rusos (29000 millones de dólares). Mordashov fue mencionado en las filtraciones de los Papeles de Panamá y de los archivos FinCEN: una empresa vinculada a Mordashov pagó varios proyectos favoritos de Vladímir Putin y realizó generosas donaciones a personas cercanas de Putin.